# Ambient intelligens
Ambient intelligens är ett begrepp som syftar på ett tillstånd där informationsteknologi integreras i vardagliga miljöer (inklusive konsumentelektronik och telekommunikationsutrustning) på ett sätt så dessa miljöer reagerar på, och anpassar sig till, närvaron av olika personer och därmed beter sig "intelligent". Begreppet infördes i slutet av 1990-talet och utgjorde då en framtidsvision för tidsperioden 2010-2020.

## Exempel från populärkultur
- Filmen Minority Report (2002) visar reklamskärmar som anpassar sitt budskap till den person som går förbi och tilltalar denna med namn.